# Superior (Montana)
 For alternative betydninger, se Superior. (Se også artikler, som begynder med Superior)
Superior er en amerikansk by og administrativt centrum for det amerikanske county Mineral County, i staten Montana. I 2000 havde byen et indbyggertal på 893.

## Ekstern henvisning
- Superiors hjemmeside (engelsk)

47°11′36″N 114°53′25″V / 47.1933°N 114.8903°V